# 자크 샤방델마스
자크 샤방델마스(프랑스어: ʒak ʃabɑ̃ dɛlmas lang[*]; 1915년 3월 7일 ~ 2000년 11월 10일)는 프랑스의 드골주의 정치인이었다. 그는 1969년부터 1972년까지 조르주 퐁피두 밑에서 총리를 지냈다. 그는 1947년부터 1995년까지 보르도의 시장이었고 1946년부터 1997년까지 지롱드 (데파르트망) 데파르트망의 의원이었다.

## 생애
자크 샤방델마스는 파리에서 자크 미셸 피에르 델마스로 태어났다. 그는 오드센주 소의 리세 라카날에서 공부한 후 자유정치학교("파리 정치 대학")에 다녔다. 레지스탕스 지하 활동에서 그의 마지막 전쟁 가명은 샤방이었다. 제2차 세계 대전 후 그는 공식적으로 이름을 샤방-델마스로 바꾸었다. 레지스탕스에서 준장으로, 그는 드골 장군과 함께 1944년 8월 파리 봉기에 참여했다. 그는 프랑스 제1제국 시절 프랑수아 세베랭 마르소데그라비에 이래 가장 젊은 프랑스 장군이었다.
급진당 소속이었던 그는 마침내 프랑스 제4공화국 정부에 반대했던 프랑스 국민연합(RPF)에 입당했다. 1947년, 그는 보르도의 시장이 되었는데, 이는 48년 동안 그의 정치적 근거지였다. 국민의회 의원으로서 그는 RPF와 함께 활동했다.
1953년, RPF 그룹이 분열되고(샤를 드골은 은퇴했다고 여겨짐) 샤방델마스는 사회행동을 위한 공화국연합의 수장이자 사회공화국민중도당의 당수가 되었다. 그는 중도좌파 정당들과 "연대"하여 1년 후 피에르 망데스 프랑스 내각에 공공사업부 장관으로 합류했다. 그는 1956년 총선에서 승리한 중도좌파 연합인 공화전선에 참여했다. 그는 1957년부터 1958년까지 프랑스의 국방부 장관이었다. 제4공화국 동안 그의 정부 참여는 드골과 일부 드골주의자들의 불신을 샀다.
1958년 드골이 다시 집권한 후, 샤방델마스는 프랑스 제5공화국의 도래와 새로운 헌법에 동의했다. 그는 신공화국연합의 창립에 참여했으며, 드골의 의지에 반하여 국민의회 의장으로 선출되었다. 그는 1969년 드골 대통령 임기가 끝날 때까지 이 직책을 유지했다. 일부 드골주의자들과는 달리, 예를 들어 자크 수스텔과는 달리, 그는 알제리 독립 전쟁을 끝내려는 드골의 정책을 지지했다. 1959년 UNR 의회에서 그는 국방과 외교를 주로 구성하는 "유보된 대통령 권한"을 처음으로 언급한 정치인이었다. 1958년 헌법에 대한 이러한 해석은 현재까지 유지되고 있다.
1969년 조르주 퐁피두가 대통령이 되었을 때, 그는 68운동이 긴장되고 갈등하는 사회의 결과라고 결론 내린 샤방델마스를 총리로 선택했다. 샤방델마스는 프랑스 사회의 다양한 사회 세력 간의 대화에 기반을 둔 "새로운 사회"라고 불리는 것을 추진하려고 노력했다. 다른 개혁들 중에서도, 언론에 대한 정부의 권한이 완화되었고, 빈곤층과 노인을 위한 사회 복지 보장에 관한 법률이 통과되어 프랑스의 복지국가로서의 위상을 공고히 했다. 또한, 최저 임금이 정기적으로 인상되어 임금 격차가 더 커지는 것을 막았다. 새로운 법률 지원 제도와 함께 여러 새로운 사회 복지 혜택이 도입되었다.
그의 사회 정책의 결과로, 샤방델마스는 드골주의 운동의 "보수적" 날개에 의해 너무 "진보적"이라고 여겨졌다. 그는 중도좌파와 다시 "연대"하려 한다는 의심을 받았다. 실제로 "새로운 사회" 프로그램을 제안한 그의 고문들은 중도좌파에 가깝다고 여겨졌다(시몽 노라와 자크 들로르는 나중에 프랑수아 미테랑 밑에서 재무장관을 지냈다). 게다가, 잠재적인 갈등이 샤방델마스와 퐁피두 대통령 그리고 대통령 주변 인사들 사이에 있었다. 그들은 그가 자신에게 유리하게 대통령직을 약화시키려 한다고 비난했다. 풍자 신문 르 카나르 앙셰네는 그가 탈세를 통해 법을 위반했다고 비난했고, 1972년 샤방델마스는 의회에서 신임 투표를 요청했다. 그는 이를 얻어냈지만, 대통령은 여전히 그의 사임을 강요할 수 있었다.
2년 후, 퐁피두 대통령의 재임 중 사망 후, 샤방델마스는 직접 대통령 선거에 출마했다. 그는 "드골주의의 거물들"의 지지를 받았지만, 고(故) 대통령과 가까운 43명의 인사들이 자크 시라크의 주도로 발레리 지스카르 데스탱의 출마를 지지하는 43인의 호소를 발표했다. 샤방델마스는 1974년 대선 1차 투표에서 15.10%의 득표율로 낙선했다. 시라크는 지스카르 데스탱 대통령의 총리가 되었다.
샤방델마스는 드골당(공화국연합)에 소속되었고, 시라크의 지도력에도 불구하고 다시 국민의회 의장으로 복귀했다(1978–1981). 프랑수아 미테랑 대통령과의 우정 덕분에 그의 이름은 첫 번째 "동거 정부"(1986–1988) 동안 가능한 총리 후보로 언급되었지만, 그는 대신 세 번째로 국민의회 의장이 되었고 시라크는 다시 총리가 되었다.
샤방델마스는 1997년에 국민의회 의원 13번째 임기 말과 보르도 시장 8번째 임기 종료 2년 후 은퇴했다.

## 추가 자료
- 래리 콜린스와 도미니크 라피에르, 파리는 불타고 있는가?, 뉴욕: 포켓 북스, 1965.

| 공직                         | 공직                                  | 공직                               |
| ---------------------------- | ------------------------------------- | ---------------------------------- |
| 이전 자크 샤스텔랭           | 공공사업, 교통, 관광부 장관 1954      | 이후 모리스 부르제모누리           |
| 이전 모리스 부르제모누리     | 공공사업, 교통, 관광부 장관 1954–1955 | 이후 에두아르 코르니글리옹모리니에 |
| 이전 외젠 클라우디우스페티   | 재건주택부 장관 1954                  | 이후 모리스 르메르                 |
| 이전 —                       | 국무장관 1956–1957                    | 이후 —                             |
| 이전 앙드레 모리스           | 국방 및 국군부 장관 1957–1958         | 이후 피에르 드 슈비녜              |
| 이전 앙드레 르 트로케르      | 국민의회 의장 1958–1969               | 이후 아실 페레티                   |
| 이전 모리스 쿠브 드 뮈르빌르 | 총리 1969–1972                        | 이후 피에르 메스메르               |
| 이전 에드가르 포르           | 국민의회 의장 1978–1981               | 이후 루이 메르마즈                 |
| 이전 루이 메르마즈           | 국민의회 의장 1986–1988               | 이후 로랑 파비위스                 |

## 역대 선거 결과
| 선거명      | 직책명                      | 대수 | 정당           | 1차 득표율 | 1차 득표수  | 2차 득표율 | 2차 득표수 | 결과 | 당락                    |
| ----------- | --------------------------- | ---- | -------------- | ---------- | ----------- | ---------- | ---------- | ---- | ----------------------- |
| 1958년 선거 | 하원의원 (지롱드 제2선거구) | 1대  | 신공화국연합   | 48.03%     | 17,725표    | 63.23%     | 21,282표   | 1위  | 지롱드 주 하원의원 당선 |
| 1962년 선거 | 하원의원 (지롱드 제2선거구) | 2대  | 신공화국연합   | 53.83%     | 15,524표    |            |            | 1위  | 지롱드 주 하원의원 당선 |
| 1967년 선거 | 하원의원 (지롱드 제2선거구) | 3대  | 공화국민주연합 | 49.60%     | 15,493표    | 54.91%     | 16,720표   | 1위  | 지롱드 주 하원의원 당선 |
| 1968년 선거 | 하원의원 (지롱드 제2선거구) | 4대  | 공화국민주연합 | 52.22%     | 15,956표    |            |            | 1위  | 지롱드 주 하원의원 당선 |
| 1974년 선거 | 대통령                      | 20대 | 공화국민주연합 | 15.11%     | 3,857,728표 |            |            | 3위  | 낙선                    |
| 1981년 선거 | 하원의원 (지롱드 제2선거구) | 7대  | 공화국연합     | 57.91%     | 11,133표    |            |            | 1위  | 지롱드 주 하원의원 당선 |
| 1986년 선거 | 하원의원 (지롱드 선거구)    | 8대  | 공화국연합     | 0%         | -표         |            |            | 1위  | 지롱드 주 하원의원 당선 |
| 1988년 선거 | 하원의원 (지롱드 제2선거구) | 9대  | 공화국연합     | 53.88%     | 18,091표    |            |            | 1위  | 지롱드 주 하원의원 당선 |
| 1993년 선거 | 하원의원 (지롱드 제2선거구) | 10대 | 공화국연합     | 41.67%     | 12,861표    | 75.10%     | 18,346표   | 1위  | 지롱드 주 하원의원 당선 |